# ミロスラヴ・ライチャーク
ミロスラヴ・ライチャーク（スロバキア語: Miroslav Lajčák、1963年3月20日 - ）は、スロバキアの政治家、外交官。現在、EU特別代表（西バルカン地域問題担当）。副首相、外相を歴任。スロバキア語では、語末の有声子音は無声化するので氏名は正しくは「ミロスラフ・ライチャーク」である。

## 経歴

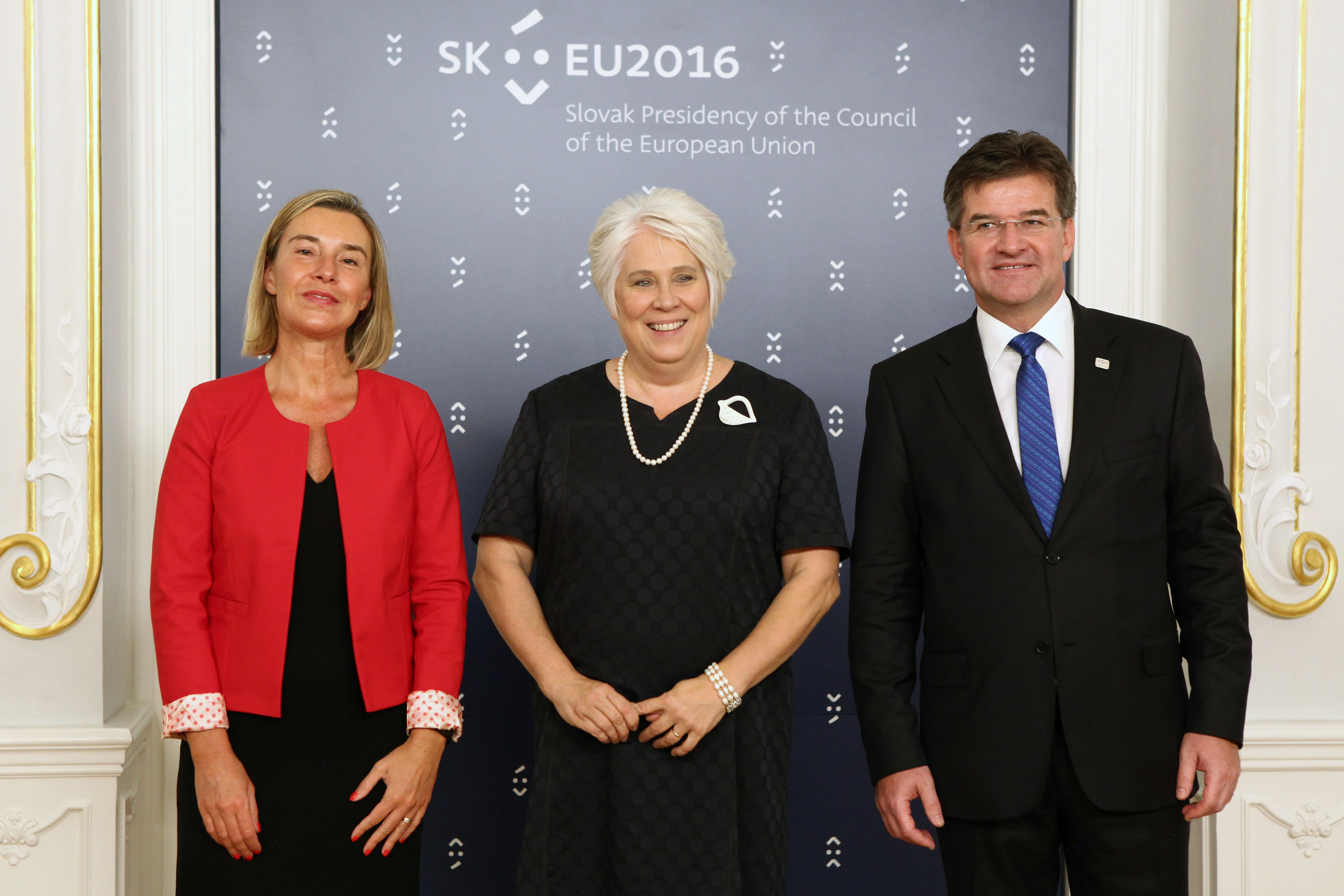
左からフェデリカ・モゲリーニ欧州連合外務・安全保障政策上級代表、エストニアのマリーナ・カリュランド外相、ライチャーク（2016年9月2日）

ブラチスラバのコメンスキー大学で法学を修めた。モスクワ国際関係大学で、国際関係論の修士号を取得している。ドイツのガルミッシュ＝パルテンキルヒェンにあるジョージ・C・マーシャル欧州安全保障研究センターの卒業生でもある。
チェコスロバキアの共産主義体制が崩壊するまで、ライチャークは共産党員であった。1988年にチェコスロバキア外務省に入省し、1991年から1993年まで在ロシアチェコスロバキア（のちスロバキア）大使館職員、1993年から1994年まで当時のヨゼフ・モラヴチーク外相（のち首相）の官房長、1994年から1998年まで駐日本大使、2001年から2005年まで在ユーゴスラビア連邦共和国（のちセルビア・モンテネグロ）大使（アルバニア、マケドニア旧ユーゴスラビア共和国兼轄）を務めた。2006年にモンテネグロで独立の是非を問う国民投票が行われた際には、欧州連合 (EU) の選挙監視員となった。
2007年6月30日にはクリスチャン・シュヴァルツ＝シリングの後任として、ボスニア・ヘルツェゴビナ上級代表兼EUボスニア・ヘルツェゴビナ特別代表に就任し、2009年まで在職した。
2009年1月26日、ライチャークは第一次フィツォ内閣に外相として入閣し、2010年7月まで在職した。
2010年12月にはEUの欧州対外行動局のロシア・東方近隣・西バルカン局長に任命され、2012年4月まで在職した。
2012年4月には無所属ながら、第二次フィツォ内閣の外相兼副首相に指名された。ライチャークは、任期満了を迎える潘基文国連事務総長の後任をうかがう潜在的な候補者とみられていたが、2016年5月27日に正式に次期国連事務総長への立候補を表明した。しかし、10月13日に国連総会は、次期総長にポルトガルのアントニオ・グテーレスを任命した。
2017年5月31日、国連総会において9月から始まる第72会期の総会議長に満場一致で選出された。
2018年11月29日、議会で国連による移民協定への参加が否決されたことを理由に外相辞任をいったんは表明したが、12月7日に撤回した。2020年3月20日に外相を退任。同年4月3日、セルビア＝コソボ対話、およびその他西バルカン地域問題を担当するEU特別代表に就任。
2022年11月3日、日本国の秋の叙勲において、旭日大綬章を受章した。

## 人物
英語やドイツ語、ロシア語、ブルガリア語、セルビア語に堪能である。離婚経験があり、その後テレビのニュース番組の司会者であるヤルミラ・ライチャーコヴァー＝ハルガショヴァーと再婚した。
2007年12月16日、ライチャークはボスニアの大手日刊紙「ネザヴィスネ・ノヴィーネ」から「今年の人」賞を受賞した。この2週間後の12月28日には、別のボスニアの日刊紙「ドネヴニ・アヴァズ」からも同様のタイトルを受賞している。